# FN CAL
FN CAL (fra. Carabine Automatique Légère) je automatska puška kalibra 5.56x45mm NATO koju je proizvodila belgijska industrija oružja Fabrique Nationale de Herstal. Počela se proizvoditi nakon uspjeha kojeg je ostvario model FN FAL. Iako je inačica CAL doživjela tržišni neuspjeh, njen razvoj je doveo do uspješnice FN FNC koja je koristila isti kalibar streljiva.

## Detalji dizajna
Prije početka razvoja FN CAL, Fabrique Nationale je već imao izrađen prototip modela FN FAL. Budući da je konkurentski Heckler & Koch ostvarivao veći prodajni uspjeh s jeftinijim i jednostavnijim modelom G3, belgijski proizvođač je odlučio da će svaka buduća puška zbog veće tržišne konkurentnosti morati koristiti manje skupe precizno obrađene dijelove. Iako je to bilo temeljno načelo prilikom proizvodnje FN CAL, puška je još uvijek bila relativno skupa i komplicirana. Zbog toga nije ostvarena značajna prodaja. Cijena je s vremenom pala od čak jeftinijeg FN FNC.
FN CAL ima tri moda paljbe i to: automatski, poluautomatski i rafalni (tri metka).

## Korisnici
- Gabon[2]
- Libanon[2]
- SAD: mala količina FN CAL je prodana na američkom civilnom tržištu.

## Vanjske poveznice
- FN CAL (en.Wiki)